# Рос (Сондрио)
Рос је насеље у Италији у округу Сондрио, региону Ломбардија.
Према процени из 2011. у насељу је живело 49 становника. Насеље се налази на надморској висини од 1167 м.